# Просіка (Звягельський район)
Про́сіка — село в Україні, в Звягельському районі Житомирської області. Населення становить 180 осіб. Входить до складу Ємільчинської селищної громади.

## Географія
Межує на північному заході з Боляркою, на сході з Покощеве, на півдні з Тайками, на південному заході з Великою Цвілею.
На південному заході від села бере початок річка Заровенька.

## Історія
У 1906 році село Сербівської волості Новоград-Волинського повіту Волинської губернії. Відстань від повітового міста 34 версти, від волості 6. Дворів 26, мешканців 210.